# Tiongui
Tiongui est une localité et une commune rurale du Mali, chef-lieu d'arrondissement dans le cercle de Kadiana et la région de Bougouni.

## Histoire
Louis-Gustave Binger y entre le vendredi 28 octobre 1887. Il écrit à son sujet : « Tiong ou Tiong-i a l'aspect d'une ville : ses grandes murailles en terre glaise d'un gris cendre avec de grossières tours de flanquement espacées de 25 à 30 mètres et ses toits plats qui, par-ci par-là, dominent l'enceinte, rappellent les gravures de Viollet-le-Duc dans son Histoire de la Fortification. C'est bien là l'enfance de la fortification et du flanquement. 
Ce village, qui était le Famadougou (la capitale) du Niendougou, a dû contenir dans le temps 3 000 habitants. Actuellement l'enceinte est loin d'être bien garnie d'habitations ; il y a à l'intérieur du village de grands terrains vagues qui séparent les groupes d'habitations les uns des autres ; le tata extérieur est assez bien entretenu. J'évalue sa population actuelle à 500 habitants ».

## Villages

Carte communale

La commune s'étend sur 11 localités relevées lors du recensement général de 2009. 
Les villages les plus peuplés sont :
- Tiongui (2 891 habitants)
- Ouoblé (1 806 habitants)
- Tiampa (880 habitants)